# Медувата
Медува́та — село в Україні, у Жашківській міській громаді Уманського району Черкаської області. Розташоване за 36 км на південь від міста Жашків. Населення становить 101 особа (станом на 31 жовтня 2020 р.).

## Історія
- Село постраждало внаслідок геноциду українського народу, проведеного окупаційним урядом СРСР 1932—1933 та 1946–1947 роках.

## Відомі люди
- Рудник Спиридон Романович (1914—1976) — гвардії полковник, учасник зустрічі на Ельбі, нагороджений орденом США Легіон Заслуг ступеню офіцера.

## Галерея

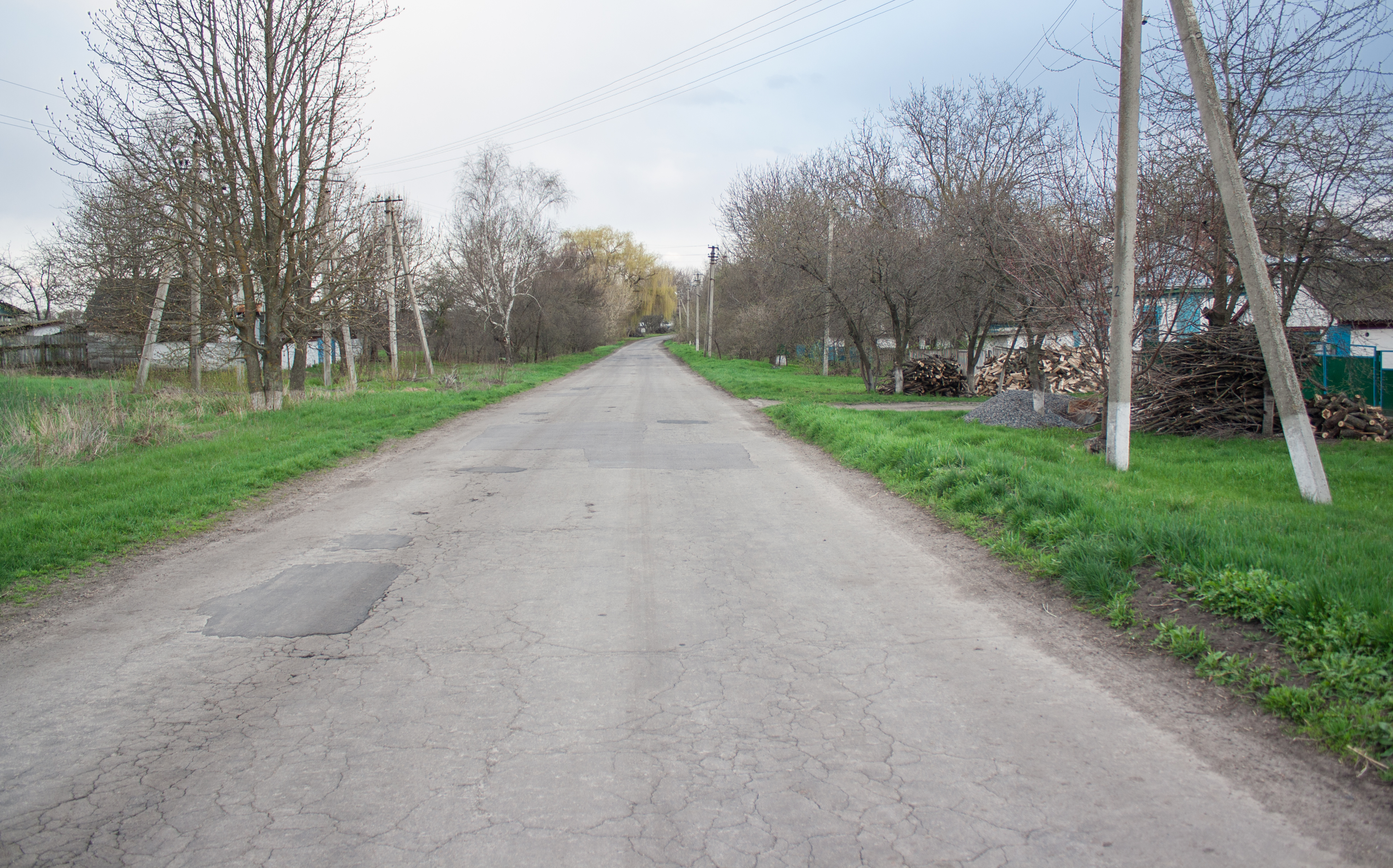
Головна вулиця
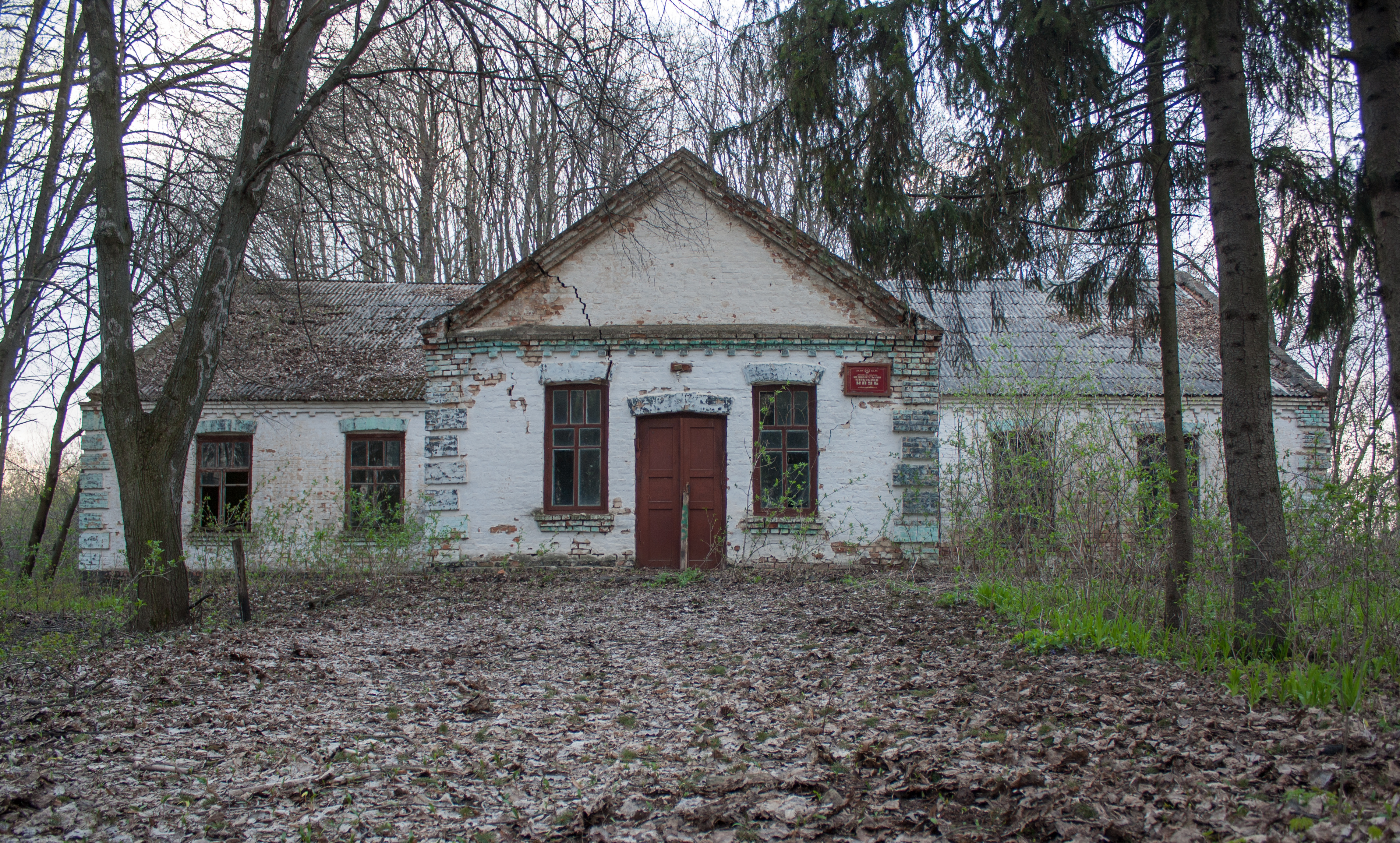
Колишній будинок культури
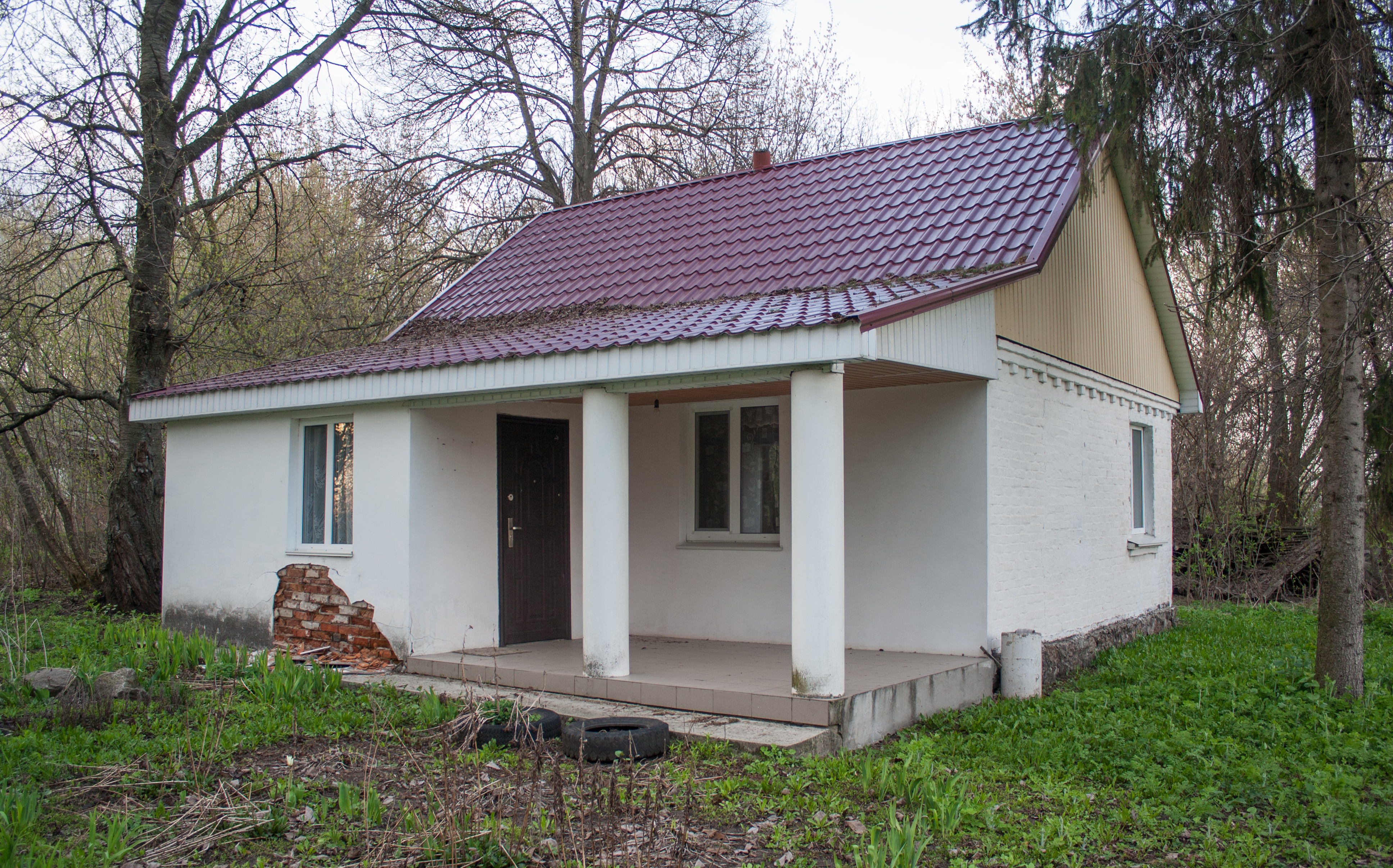
Фельдшерський пункт
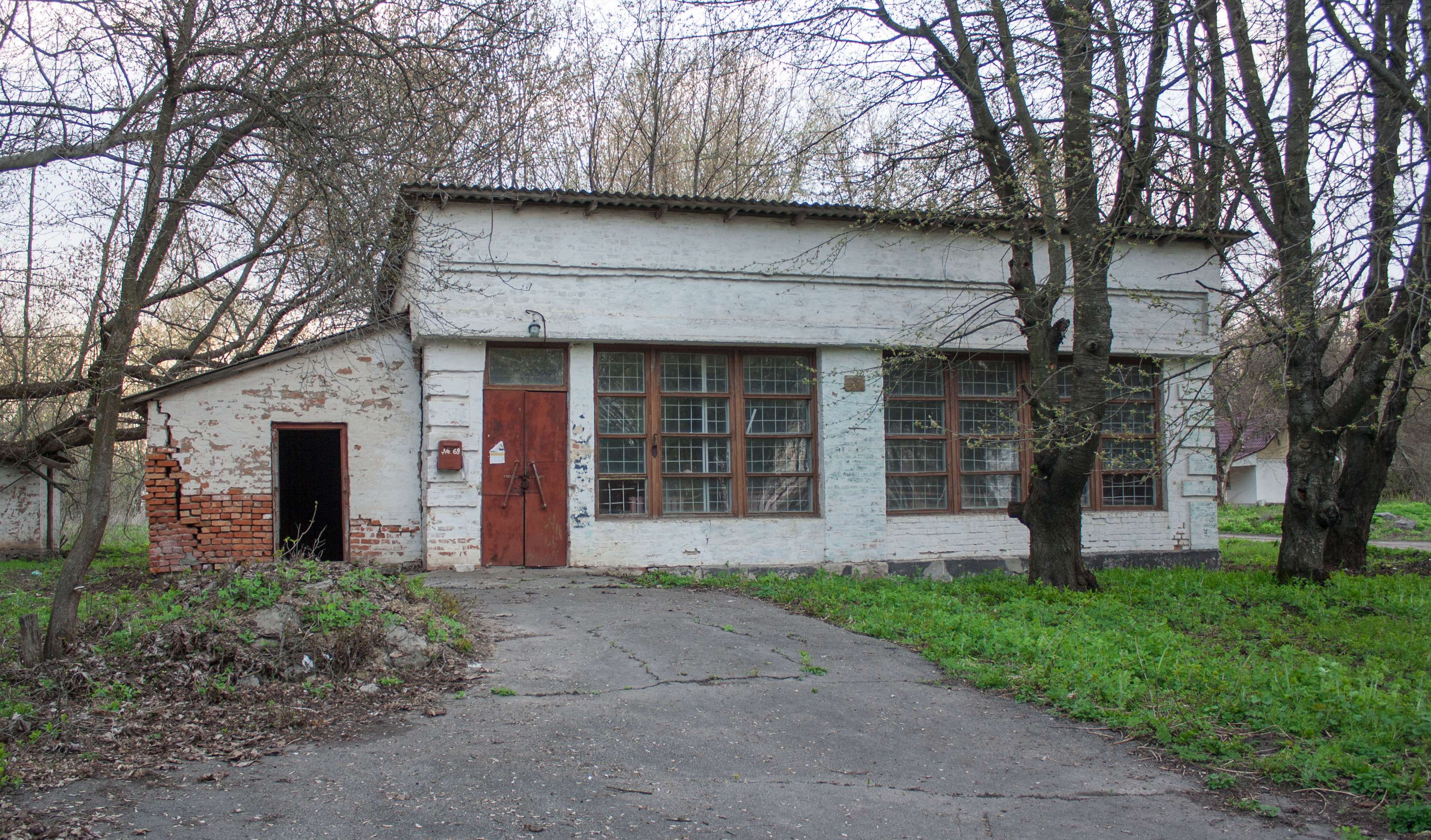
Колишній магазин
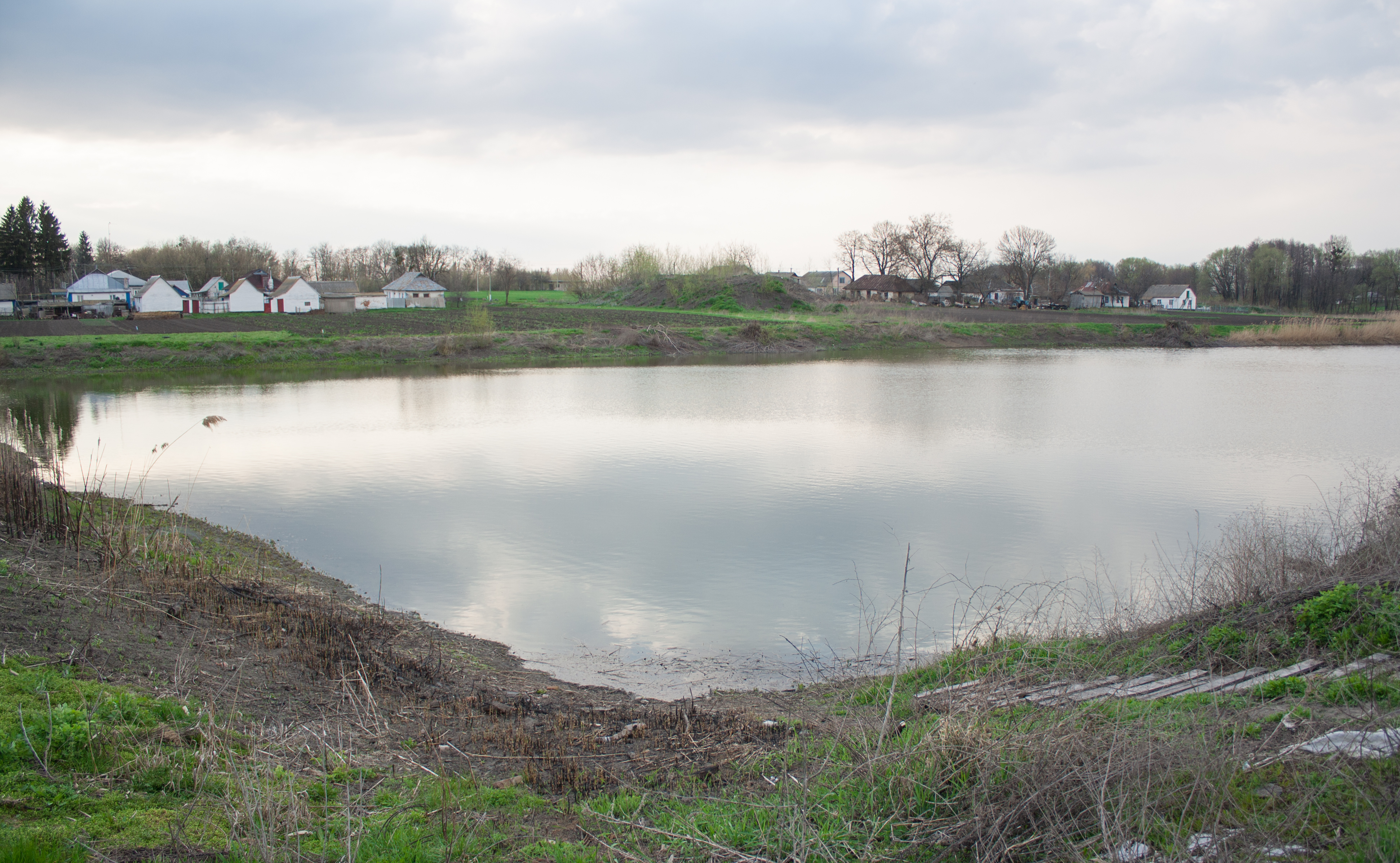
Ставок
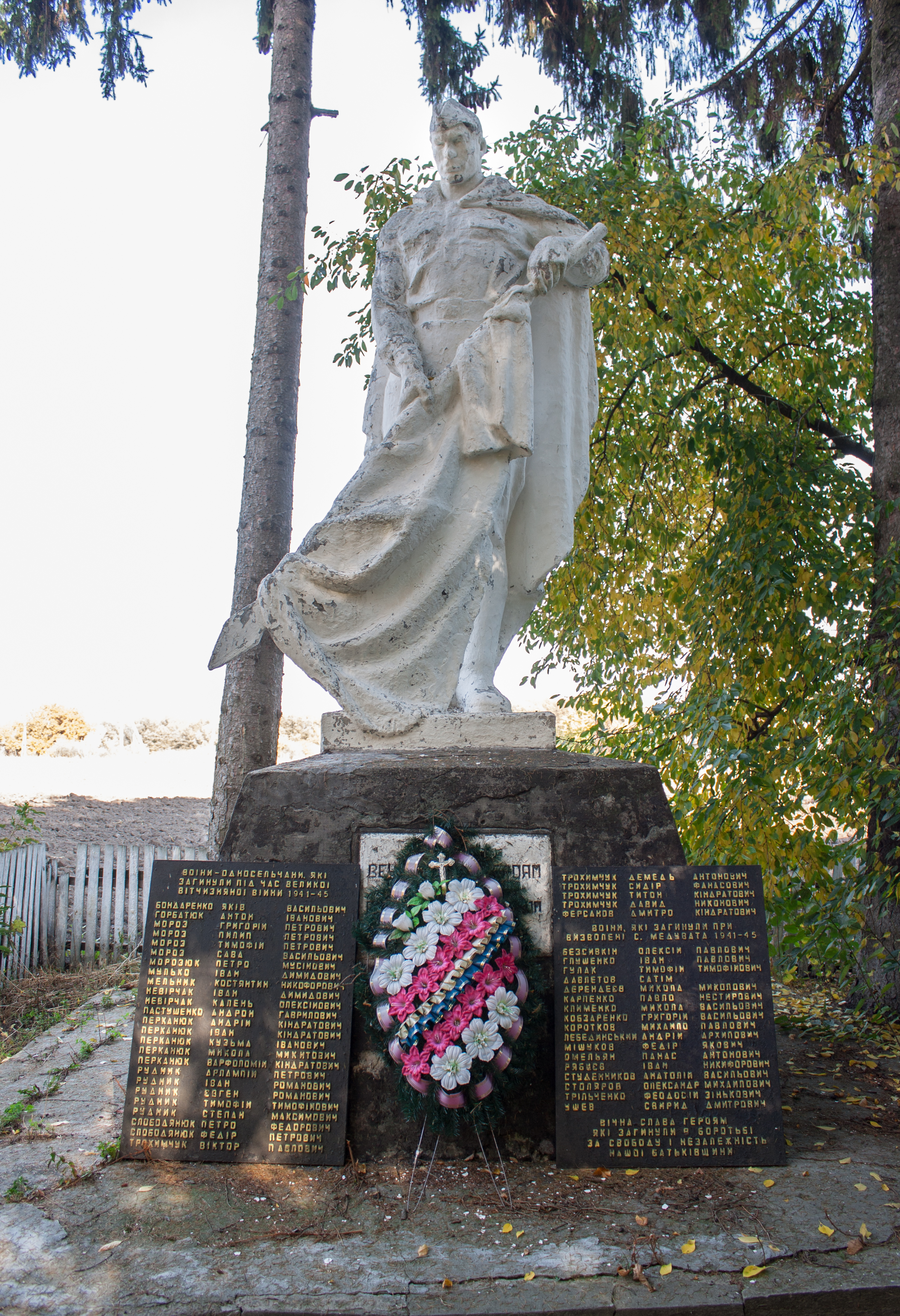
Братська могила радянських воїнів
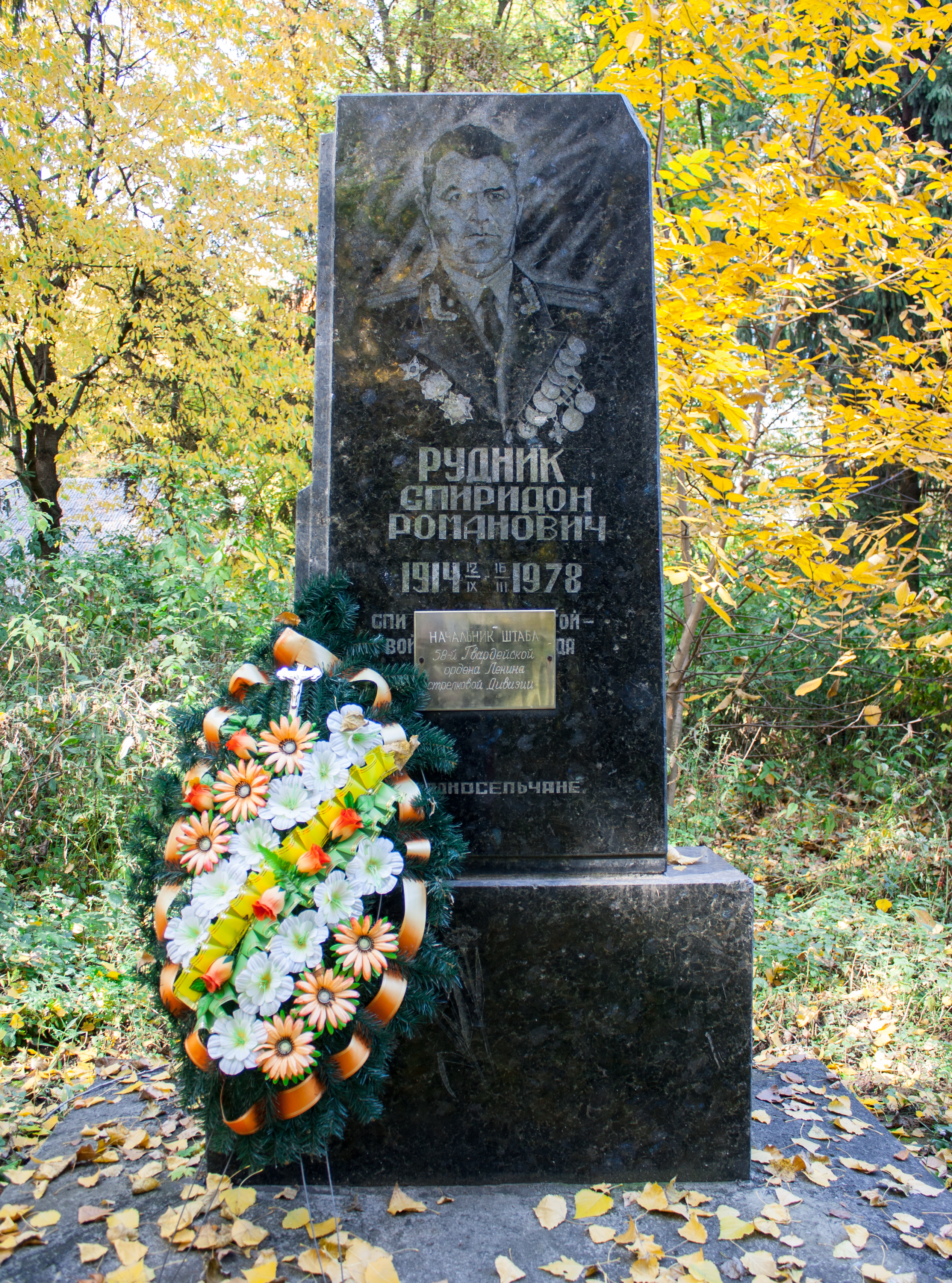
Пам’ятник Спиридону Руднику